# سامانه فرماندهی حادثه
سامانه فرماندهی حادثه (به انگلیسی: Incident Command System)، که در بین کشورهای جهان با عنوان 'ICS' شناخته می‌شود، مجموعه‌ای اصولی متشکل از افراد متخصص و سازمان‌های مربوطه است که طبق تعریف مدیریت فدرال بزرگراه ایالات متحده، برای فرماندهی، کنترل و هماهنگی در پاسخ به شرایط اضطراری استفاده می‌شود. تعریف جامعتر ICS که توسط مرکز برتری در مدیریت بحران و کمک بشر دوستانه ایالات متحده ارائه شده است، شامل مجموعه‌ای از کارکنان، سیاست‌ها، فرایندها، تأسیسات و تجهیزات می‌باشد که در یک ساختار مشترک سازمان یافته، گردآوری شده‌اند و برای بهبود پاسخ به عملیات اضطراری از تمامی نوع‌ها و پیچیدگی‌ها، طراحی شده‌اند. ICS طبق انتشار وزارت امنیت داخلی ایالات متحده، یکی از زیر اجزای سامانه ملی مدیریت بحران (NIMS: National Incident Management System) است. ICS که بر مبنای سازمانی با پاسخگویی انعطاف پذیر و قابل اندازه گیری است، چهارچوب مشترکی را فراهم می‌کند که افراد در آن می‌توانند به صورت مؤثر با هم کار کنند. این افراد می‌توانند از چندین سازمان انتخاب شوند که به صورت عادی با هم کار نمی‌کنند، و ICS برای دادن پاسخ استاندارد و روش‌های عملیاتی برای کاهش مشکلات ناشی از تداخل ارتباطی در حوادث، طراحی شده است. ICS به صورت ساختار «نخستین در صحنه» به طور مختصر بیان شده است، جایی که اولین پاسخگو در صحنه، مسئولیت صحنه را تا زمانی که سانحه حل می‌شود، برعهده می‌گیرد، و زمانی که پاسخگوی شایسته تری به صحنه می‌رسد، مسئولیت فرماندهی را دریافت می‌کند یا فرمانده حادثه، فرد دیگری را به عنوان فرمانده حادثه بر می‌گزیند.